# Ricardo Teobaldo
Ricardo Teobaldo Cavalcanti é um político brasileiro, do estado de Pernambuco filiado ao Podemos (PODE).
Foi eleito deputado federal em 2014, para a 55.ª legislatura (2015-2019). Como deputado, votou contra a admissibilidade do processo de impeachment de Dilma Rousseff. Já durante o Governo Michel Temer, votou a favor da PEC do Teto dos Gastos Públicos. Em abril de 2017 foi favorável à Reforma Trabalhista. Em agosto de 2017 votou contra o processo em que se pedia abertura de investigação do presidente Michel Temer, ajudando a arquivar a denúncia do Ministério Público Federal.
Nas eleições de 2022, não conseguiu ser reeleito para a Câmara dos Deputados. Recebeu mais de 78 mil votos, mas seu partido, Podemos, não alcançou o Quociente Eleitoral necessário.